# Mirjam Weichselbraun

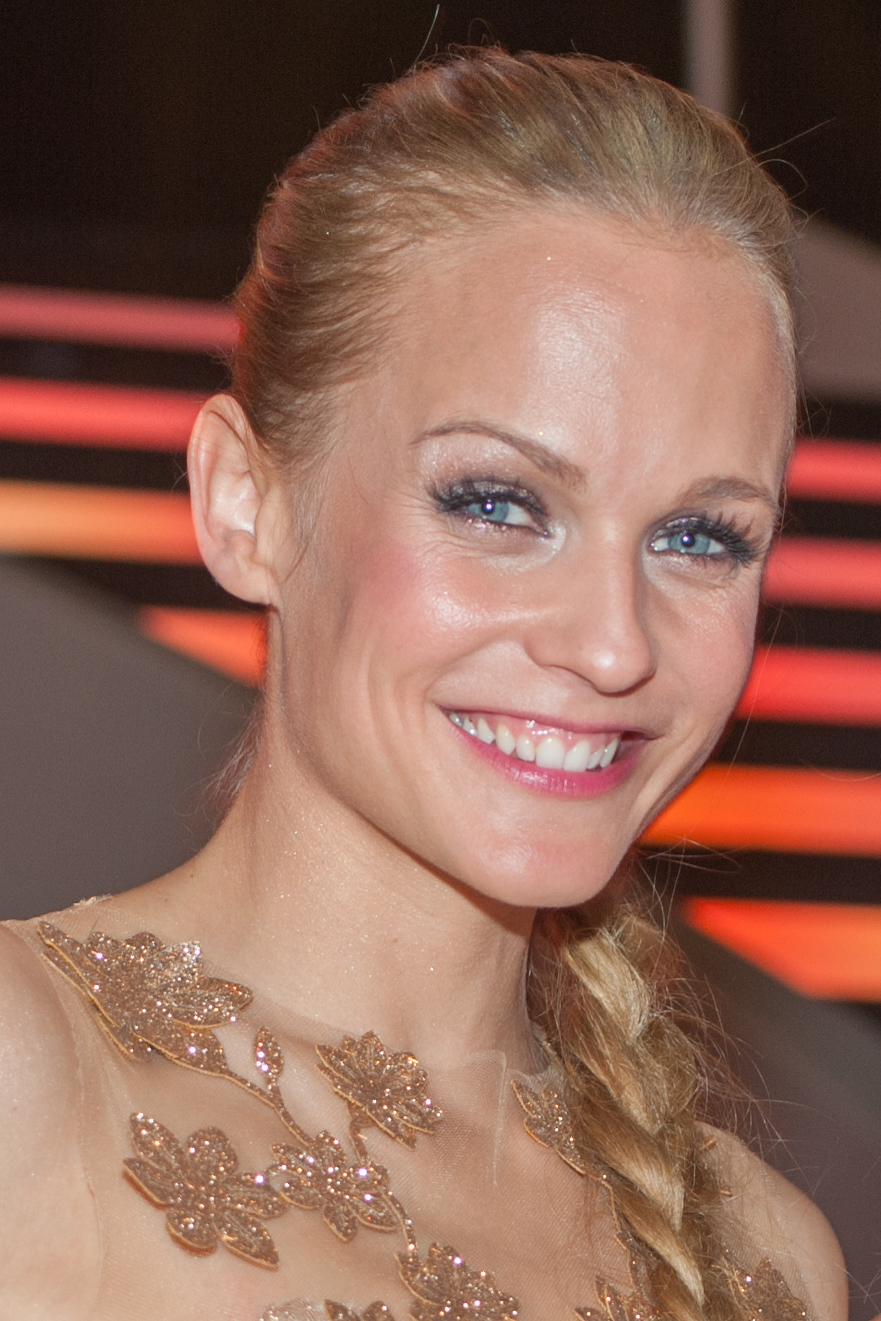
Mirjam Weichselbraun (2016)

Mirjam Weichselbraun (* 27. September 1981 in Innsbruck) ist eine österreichische Fernsehmoderatorin, Schauspielerin und Synchronsprecherin.

## Leben und Karriere
Weichselbraun sammelte ab 1998 bei der Redaktion des österreichischen Regional-Radiosenders Antenne Tirol erste Erfahrung in der Medienbranche. Erste Bekanntheit erlangte sie bei der Wahl zum BRAVO-Girl 2000 (mit dem Handballspieler Michael Kraus als Partner). Nach Anstellungen beim regionalen Fernsehsender Tirol TV und der kurzzeitigen Moderation der Kultursendung Das Magazin bewarb sie sich 2001 beim neu gegründeten Fernsehsender Viva Plus, wo Weichselbraun bis zur Einstellung acht Monate lang die Sendung Cologne Day moderierte. Daraufhin wechselte sie zu MTV Germany nach München und später nach Berlin, wo sie das Gesicht der Sendungen MTV Select (bis Jänner 2005) und TRL (bis April 2007) war.

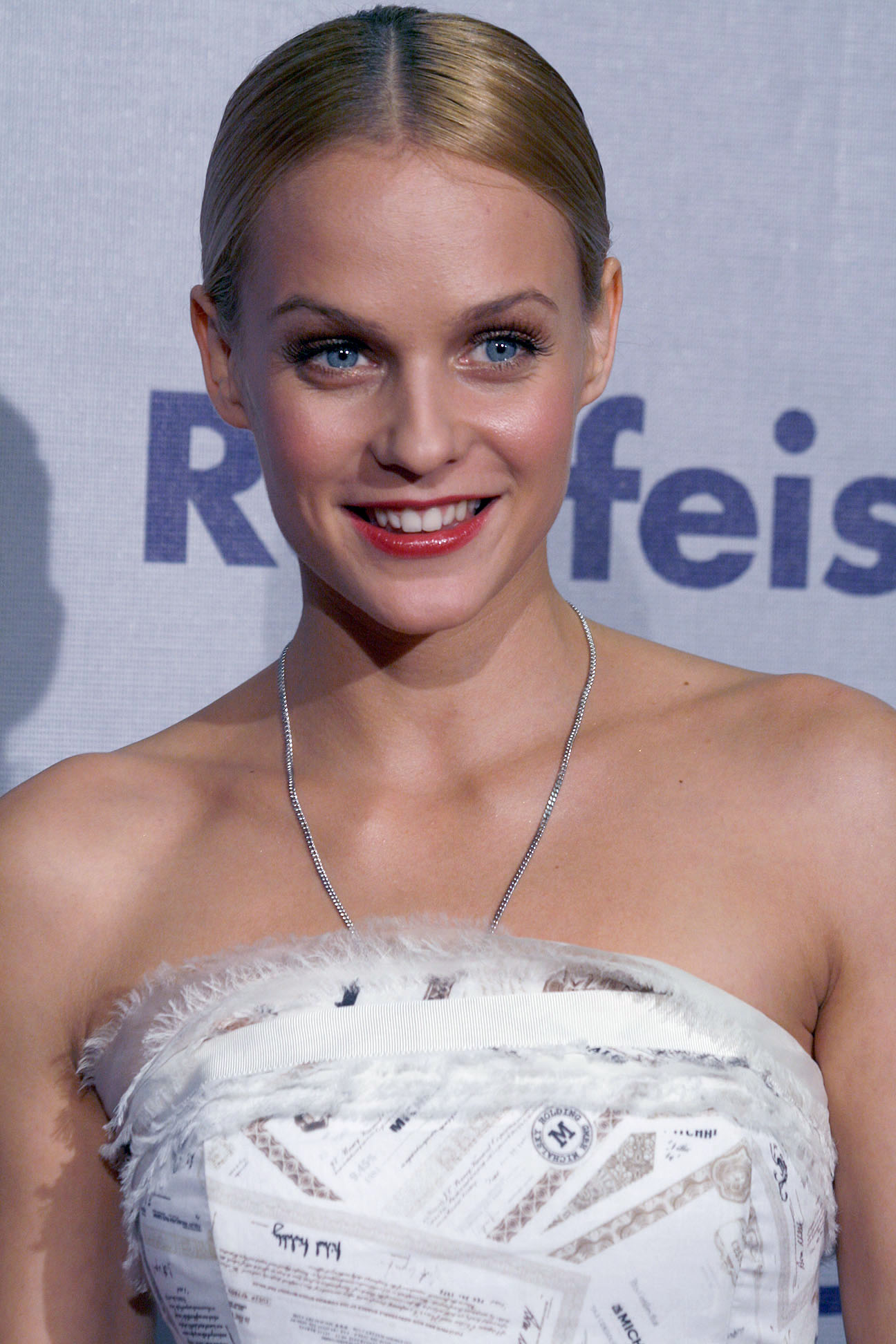
Weichselbraun im Jahr 2009

Neben der Arbeit bei MTV moderierte Weichselbraun für das ZDF ab 2003 ein Online-Magazin zur Wetten, dass..?-Show. Weiterhin betreute sie ab 2004 gemeinsam mit Christian Clerici die Live-Sendungen des ORF-Formats Expedition Österreich, ein Jahr später den österreichischen Vorentscheid für den Eurovision Song Contest sowie die ORF-Sendung Dancing Stars mit Alfons Haider, ab 2008 mit Klaus Eberhartinger sowie ab September 2021 mit Norbert Oberhauser. 
Im Herbst 2020 musste sie sich wegen den COVID-19-Pandemie-Sicherheitsregeln von Kristina Inhof vertreten lassen. Für ihre Moderation von Dancing Stars wurde sie 2006, 2008, 2011 und 2012 jeweils mit einer Goldenen Romy ausgezeichnet.
2006 wurde Weichselbraun einem breiten Publikum in Deutschland als Moderatorin der RTL-Show Dancing on Ice neben Wayne Carpendale bekannt. Weitere Moderatorentätigkeiten nahm sie für den Life Ball (2007), Kiddy Contest (2007 und 2008) und die Romyverleihung 2008 wahr. 2010 moderierte sie mit Roger Cicero drei Sendungen der Reihe Die Hit-Giganten auf Sat.1.
Parallel zu ihrer Arbeit als Moderatorin trat Weichselbraun auch als Sprecherin von Jan Drees’ Romanhörspiel Letzte Tage, jetzt und als Schauspielerin in Erscheinung. 2007 spielte sie in dem ORF-Fernsehfilm Die Rosenkönigin und einer Folge der ProSieben Märchenstunde (Frau Holle – Im Himmel ist die Hölle los) mit. 2008 folgte die Rolle der Sidney in dem Fernsehfilm H3 – Halloween Horror Hostel, der als Teil der ProSieben-Funny-Movie-Reihe ausgestrahlt wurde. 2009 folgte eine Rolle in Wolfgang Groos’ Spielfilm Hangtime – Kein leichtes Spiel.
2009 übernahm Weichselbraun die Rolle der Sugar Kane in Peter Stones Musical Manche mögen’s heiß im Theater in der Josefstadt.
Von 2011 bis 2022 führte sie zusammen mit Alfons Haider und Barbara Rett für den ORF durch die Live-Übertragung des Wiener Opernballs, 2023 gemeinsam mit Teresa Vogl, Andi Knoll, Nadja Bernhard und Tarek Leitner. Sowohl 2012 als auch 2013 moderiert Weichselbraun gemeinsam mit Alfons Haider und Arabella Kiesbauer die Live-Übertragung des Life Balls.
Von September 2012 bis März 2014 war sie wechselnder Sidekick in der Harald Schmidt Show auf Sky.
Von Oktober bis Dezember 2012 moderierte Weichselbraun einige Episoden der Sendung Hast du Nerven? (österreichische Version von  Verstehen Sie Spaß?) in ORF eins, die jedoch aufgrund mangelnder Quoten bereits nach neun Folgen  abgesetzt wurde. Ab März 2013 war sie im Kinofilm Zweisitzrakete zu sehen.
Weichselbraun moderierte von Februar bis März 2015 den Österreichischen Vorentscheid zum Eurovision Song Contest 2015. Auch in den Finalshows in der Wiener Stadthalle war sie gemeinsam mit Alice Tumler und Arabella Kiesbauer Moderatorin. 
2015 war sie Teilnehmerin in der VOX-Sendung Grill den Henssler. 2021 moderierte sie anstelle von Arabella Kiesbauer The Masked Singer Austria. Außerdem begann sie 2021 mit Tommy Schmidle den Podcast Back&Stage, bei dem unter anderem Michael Herbig, Ellie Goulding und Frank Elstner zu Gast waren.

### Persönliches

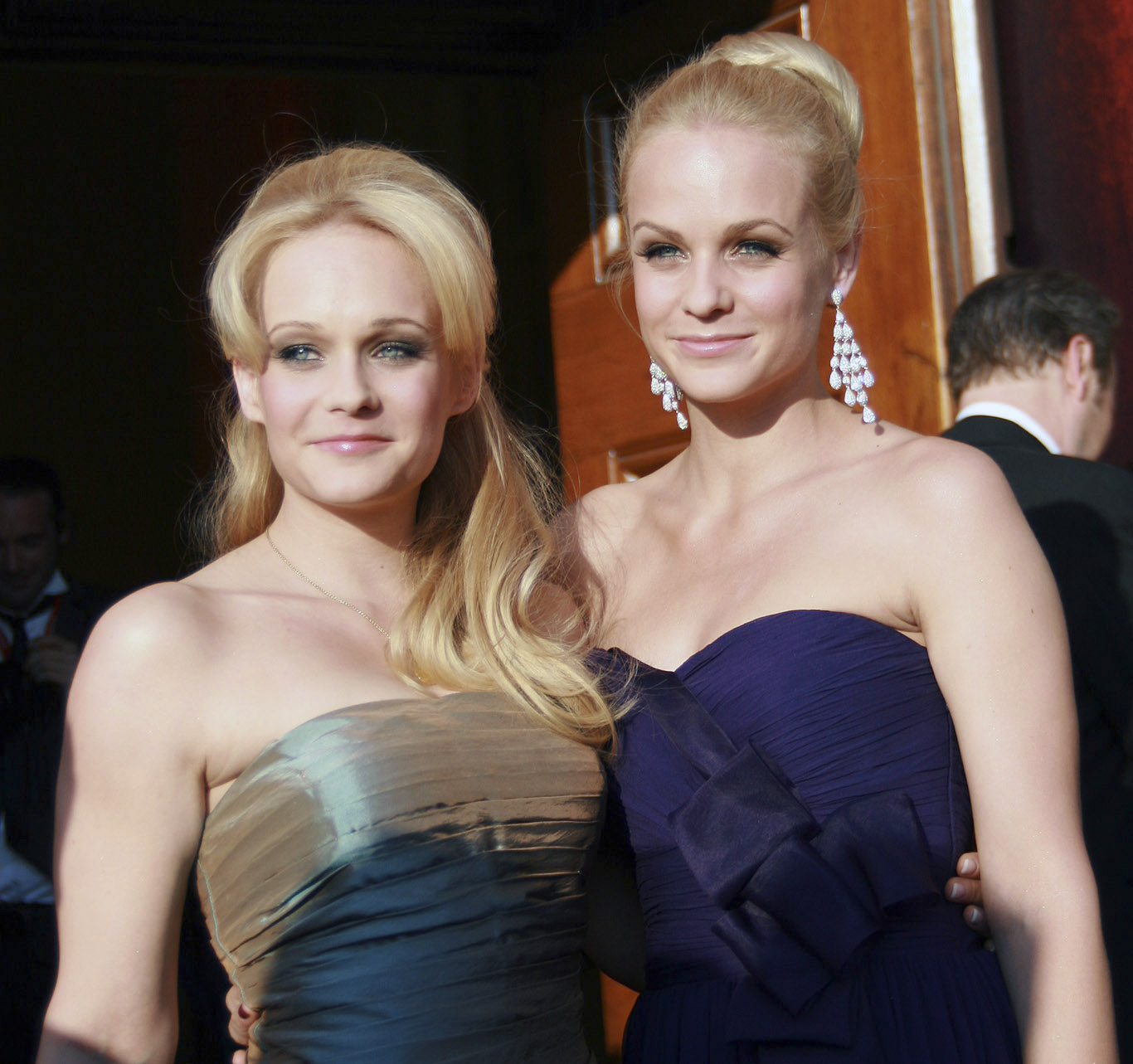
Mirjam Weichselbraun (rechts) mit ihrer Schwester Melanie Binder

Weichselbraun hat eine eineiige Zwillingsschwester, Melanie Binder. Die Eltern der Zwillinge haben spät geheiratet, und so konnte sich jedes der Mädchen seinen Familiennamen aussuchen. Melanie übernahm den des Vaters, Mirjam jenen der Mutter. Melanie Binder ist die Managerin ihrer Schwester.
Nach einer zweijährigen Beziehung trennte sich Weichselbraun im Frühjahr 2007 von dem Sänger Marque. Sie war mit dem Sat.1-Frühstücksfernsehen-Moderator Jan Hahn liiert, trennte sich jedoch nach vier Jahren Beziehung im September 2011 von ihm. 
Seit 2013 ist sie mit Ben Mawson, dem Manager von Lana Del Rey, in einer Beziehung. 
Am 10. Mai 2013 gab sie live bei Dancing Stars bekannt, von ihm ein Baby zu erwarten. Ihre gemeinsame Tochter kam am 28. September 2013 in Tirol zur Welt, sie wohnen aber im Londoner Stadtbezirk Islington. 
Im August 2019 kam Weichselbrauns zweite Tochter auf die Welt.

## Sendungsmoderationen
- 2000: Das Magazin (Tirol TV)
- 2002: Cologne Day (VIVA Plus)

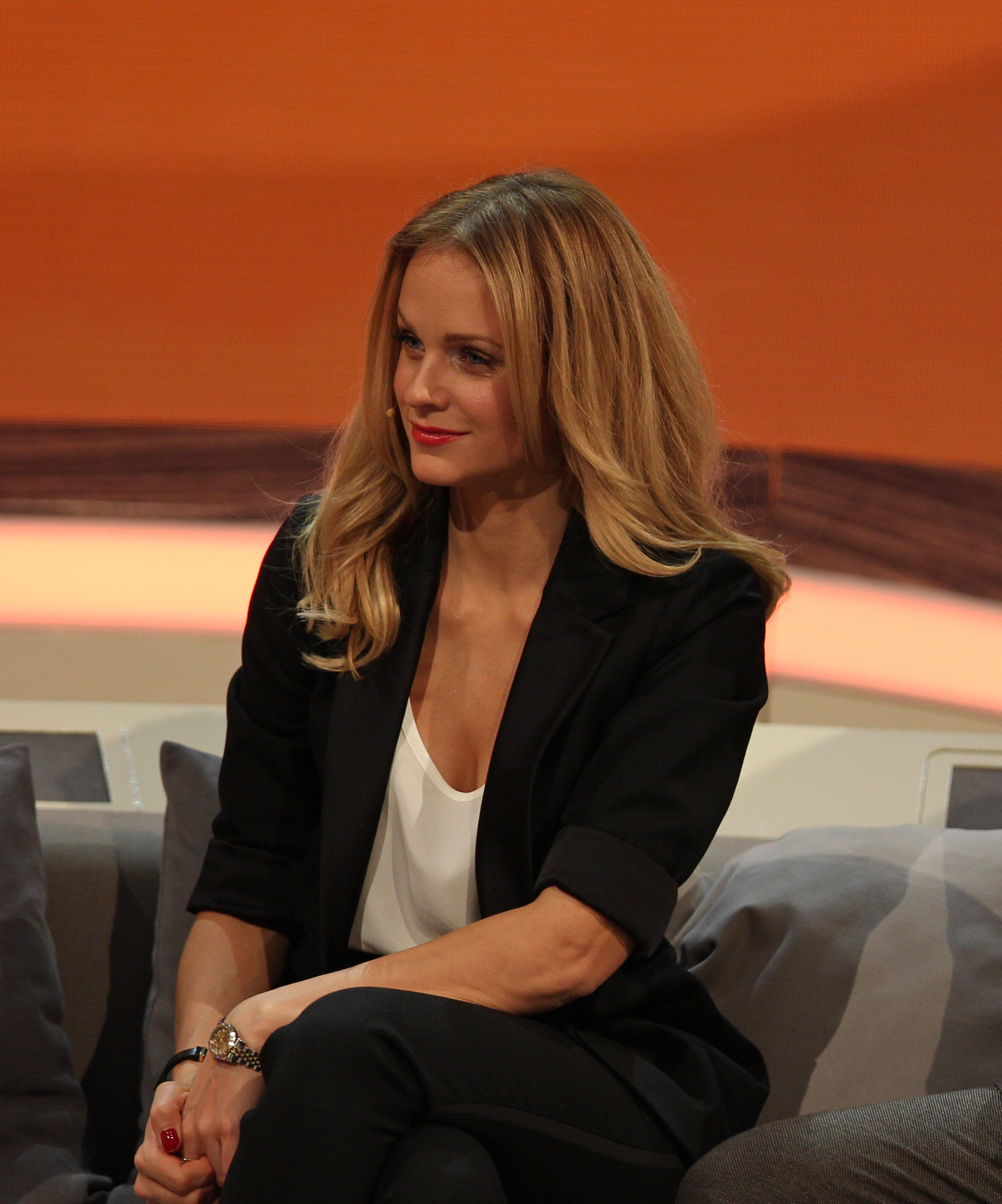
Mirjam Weichselbraun (2014)

- 2002–2005: MTV Select (MTV Germany)
- 2002–2007: TRL (MTV Germany)
- 2003–2012: Wetten, dass..?-Onlinemagazin (ZDF)
- 2004: Expedition Österreich mit Christian Clerici (ORF)
- 2005, 2011: TV total Wok-WM (ProSieben)
- 2005: Österreichische Vorentscheidungen zum Eurovision Song Contest
- 2005: Life Ball (ORF)
- seit 2005: Dancing Stars (ORF)
- 2006: Dancing on Ice mit Wayne Carpendale (RTL)
- 2006: Love is Blind (MTV Germany)
- 2007: Life Ball (ORF)
- 2007–2008: Kiddy Contest (ORF)
- 2008: Life Ball (ORF)
- 2008: Romyverleihung 2008 (ORF)
- 2008–2010: The Dome mit Joko Winterscheidt
- 2010: Die Hit-Giganten mit Roger Cicero (Sat.1)
- 2010–2018: Life Ball (ORF)
- Silvester 2010/2011: Willkommen 2011 – Silvester live vom Brandenburger Tor
- 2011–2015: Liveübertragung des Wiener Opernball mit Alfons Haider und Barbara Rett (ORF)
- Silvester 2011/2012:Willkommen 2012 – Silvester live vom Brandenburger Tor mit Joko Winterscheidt und Klaas Heufer-Umlauf (ZDF)
- 2012–2013: Sidekick bei der Harald Schmidt Show (Sky)
- 2012: Hast du Nerven? (ORF eins)
- Silvester 2012: Willkommen 2013 – Silvester live vom Brandenburger Tor mit Joko Winterscheidt und Klaas Heufer-Umlauf (ZDF)
- 2013: Romyverleihung 2013 (ORF)
- 2013: Deutscher Filmpreis 2013
- 2014: Die Große Grillshow (ZDF) mit Horst Lichter
- 2014: Wetten Dass..? in Graz
- 2015: Wiener Opernball (ORF)
- 2015: Eurovision Song Contest 2015 mit Arabella Kiesbauer und Alice Tumler
- 2015: Great Moments (ORF)
- 2016: Wiener Opernball (ORF)
- 2017: Wiener Opernball (ORF)
- 2017: Echt jetzt?! (ORF)
- 2018: Wiener Opernball (ORF)
- 2019: Wiener Opernball (ORF)[20]
- 2019: Romyverleihung 2019 (ORF)[21]
- 2020: Wiener Opernball (ORF)
- 2021: The Masked Singer Austria
- 2023: Wiener Opernball (ORF)
- 2024: Wiener Opernball (ORF)
- 2025: Wiener Opernball (ORF)

## Filmografie (Auswahl)
- 2006: Die ProSieben Märchenstunde (Fernsehserie, Folge Frau Holle – Im Himmel ist die Hölle los)
- 2007: Die Rosenkönigin
- 2008: H3 – Halloween Horror Hostel
- 2008: Wir sind das Volk – Liebe kennt keine Grenzen
- 2008: Mutig in die neuen Zeiten – Alles anders
- 2009: Hangtime – Kein leichtes Spiel (Kino)
- 2011: Das Traumhotel – Malediven (Fernsehreihe)
- seit 2012: Kommissar Marthaler (Fernsehreihe)
  - 2012: Die Braut im Schnee
  - 2013: Partitur des Todes
  - 2015: Ein allzu schönes Mädchen
  - 2015: Engel des Todes
  - 2017: Die Sterntaler-Verschwörung
- 2012: Unter Umständen verliebt
- 2012: Verloren auf Borneo
- 2013: Zweisitzrakete (Kino)
- 2013: Herztöne
- 2013: Die Frau in mir
- 2018: Verpiss dich, Schneewittchen! (Kino)
- 2019: Bettys Diagnose (Fernsehserie, Folge Herz oder Verstand)
- 2019: Wilsberg: Ins Gesicht geschrieben (Fernsehreihe)

## Synchronisation
- 2007: Vanessa Bloom in Bee Movie – Das Honigkomplott (Originalsprecherin: Renée Zellweger)
- 2017: Sissi in Ferdinand – Geht STIERisch ab! (Originalsprecherin: Sally Phillips)

## Hörbücher
- 2004: Gossip-Girl – Ihr wisst genau, dass ihr mich liebt! von Cecily von Ziegesar mit Julia Haacke, Köln, Random House Audio, 2 CDs (gekürzt), ISBN 3-89830-673-9
- 2004: Gossip-Girl – Ist es nicht schön, gemein zu sein? von Cecily von Ziegesar, Köln, Random House Audio, 2 CDs (gekürzt), ISBN 3-89830-672-0
- 2006: Letzte Tage, jetzt von Jan Drees, Frankfurt, Eichborn Lido, 1 CD, ISBN 3-8218-5429-4
- 2007: Der Teufel trägt Prada von Lauren Weisberger, Wien, Verl.-Gruppe News, 4 CDs (gekürzt), ISBN 978-3-86604-516-3
- 2008: Das Kiddy Contest Pop-Märchen Fatura – als Erzählerin

## Auszeichnungen

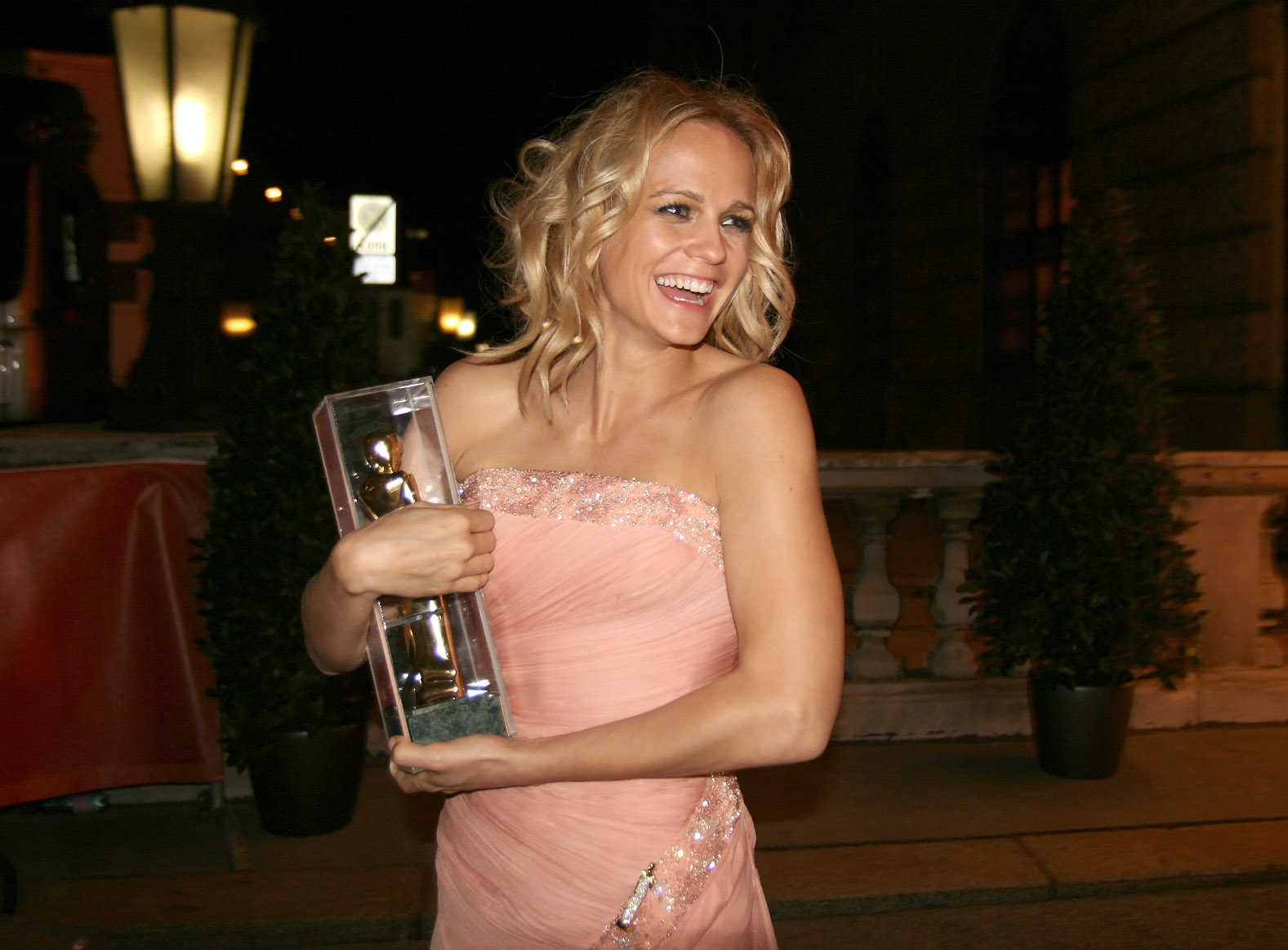
Weichselbraun mit der Romy 2012

- Romyverleihung 2006: Spezialpreis der Jury für Dancing Stars gemeinsam mit Alfons Haider
- 2007 und 2008: Top-Spot-Award des ORF als Werbeliebling des Jahres[22]
- Leading Ladies Award 2008
- Romyverleihung 2008: Romy als Beliebteste Talk- und Showmasterin
- IPTV-Award 2010: Zuschauerpreis für ihre Backstage-Interviews zu Wetten, dass..?[23]
- Romyverleihung 2011: Romy als Beliebteste Show-Entertainerin
- Romyverleihung 2012: Romy als Beliebteste Show-Entertainerin zusammen mit Klaus Eberhartinger sowie Brillant-Ansteck-ROMY
- 2015: Tirolerin des Jahres[24]